# South Armagh Republican Action Force

Le Tullyvallen Orange Hall.

La South Armagh Republican Action Force (en français : « Groupe d'action républicain à South Armagh ») est un groupe armé républicain nord-irlandais actif dans le comté d'Armagh en 1975 durant le conflit nord-irlandais. Il est souvent considéré comme un nom d'emprunt de l'IRA provisoire. Le 1er septembre 1975, le groupe tire sur cinq ou six protestants près de Newtownhamilton, devant un bâtiment de l'Ordre d'Orange, le Tullyvallen Orange Hall, peut-être en représailles à l'assassinat de catholiques à Belfast,.